# Bridegroom
Bridegroom es un documental sobre el matrimonio homosexual, producido y dirigido por Linda Bloodworth-Thomason. Bridegroom fue estrenado el 23 de abril de 2013 en el Festival de Cine de Tribeca, atrayendo la atención de la prensa porque su exhibición en dicho festival fue presentada por el expresidente de los Estados Unidos, Bill Clinton. Al concluir el festival, Bridegroom obtuvo el premio de la audiencia en la categoría Mejor documental.

## Argumento
Bridegroom da una mirada al debate sobre los derechos legales de las parejas del mismo sexo. Entrevistas, fotografías y videos sirven para testificar la poco común conexión entre Shane Bitney Crone y Tom Bridegroom. Durante seis años, se mantuvieron unidos a pesar de los retos impuestos por las familias de ambos y la sociedad, hasta que Bridegroom falleció accidentalmente al caer desde la azotea de un edificio cuando realizaba una sesión de fotos. A partir de ese momento, su familia —que lo había rechazado desde que reconoció su homosexualidad y se mantuvo distante de él hasta que murió— le prohibió a Shane participar en su funeral.

## Producción
El documental se originó gracias a It could happen to you, un cortometraje publicado por Crone en YouTube en el 2012 para conmemorar el primer aniversario de la muerte de su novio. Después de una extensa promoción del video a través de las redes sociales de Internet, Linda Bloodworth-Thomason, quien había conocido a la pareja en una boda en Palm Springs, contactó a Crone para convertir su cortometraje en una película de larga duración, cuya producción comenzó ese mismo año.
El presupuesto de 384 375 $ para el largometraje fue recaudado gracias a la fundación Kickstarter, superando la meta impuesta de 300 000 $ y convirtiéndose en el proyecto documental con el mayor financiamiento en masa de la historia.